# Carina May
Carina May, egentligen Maj Berggren, var en svensk skådespelare.
Hon filmdebuterade 1926 i filmen Ebberöds bank.

## Filmografi
- 1926 – Ebberöds bank
- 1926 – Flickan i frack
- 1928 – Från kyffen till hälsobostäder (kortfilm)
- 1929 – Smid medan järnet är varmt